# أناستازيوس باكاسيتاس
أناستازيوس باكاسيتاس (باليونانية: Τάσος Μπακασέτας) هو لاعب كرة قدم يوناني في مركز الهجوم ولد في يوم 28 يونيو 1993 في مدينة كورنثوس في اليونان، يلعب حالياً مع نادي أيك أثينا وسبق له اللعب مع نادي أستيراس تريبوليس ونادي تراسيفولوس وأريس تسالونيكي ونادي بانيونيس، في سنة 2016 بدأ باللعب مع منتخب اليونان لكرة القدم في سنة 2016.

## روابط خارجية
- أناستازيوس باكاسيتاس على موقع الاتحاد الدولي (مؤرشف)  (الإنجليزية)
- أناستازيوس باكاسيتاس على موقع الاتحاد الأوربي (الإنجليزية)
- أناستازيوس باكاسيتاس على موقع اتحاد تركيا (لاعب) (الإنجليزية)
- أناستازيوس باكاسيتاس على موقع إي إس بي إن إف سي (الإنجليزية)
- أناستازيوس باكاسيتاس على موقع قاعدة بيانات كرة القدم.إي يو (الإنجليزية)
- أناستازيوس باكاسيتاس على موقع ناشيونال فوتبول تيمز (الإنجليزية)
- أناستازيوس باكاسيتاس على موقع Soccerway.com (الإنجليزية)
- أناستازيوس باكاسيتاس على موقع عالم كرة القدم.نت (الإنجليزية)
- أناستازيوس باكاسيتاس على موقع AS.com (الإسبانية)